# Eatonia (Saskatchewan)
Eatonia es un pueblo canadiense situado en la provincia de Saskatchewan.

## Superficie
Eatonia tiene una superficie de 1,6 km².

## Demografía
En 2021, tenía 498 habitantes, una densidad poblacional de 311,6 hab./km², y 253 viviendas.